# Rosenkrieg
Rosenkrieg è un singolo della rapper kosovaro-svizzera Loredana e del rapper kosovaro Mozzik, pubblicato il 28 maggio 2021 come primo estratto dal primo album collaborativo No Rich Parents.

## Video musicale
Il video musicale è stato reso disponibile in concomitanza con l'uscita del brano.

## Tracce
Testi di Loridana Zefi, Gramoz Aliu, Lennard Oestmann, Marco Tscheschlok, Smajl Shaqiri e Vito Kovach, musiche di Jumpa, Smajl Shaqiri e Vito Kovach.
1. Rosenkrieg – 2:26

## Formazione
- Loredana – voce
- Mozzik – voce
- Jumpa – produzione
- Miksu – missaggio
- Koen Heldens – mastering

## Successo commerciale
Rosenkrieg, con il suo debutto al vertice della Deutsche Singlechart, è divenuta la sesta numero uno di Loredana e la prima di Mozzik in determinata graduatoria.

## Classifiche
| Classifica (2021) | Posizione massima |
| ----------------- | ----------------- |
| Austria           | 5                 |
| Germania          | 1                 |
| Svizzera          | 2                 |